# Dawid Witos
Dawid Witos (ur. 16 marca 1983 roku w Pile) – polski koszykarz, absolwent technikum w Zielonej Górze. Uczestnik meczu gwiazd PLK 2007. Aktualnie zawodnik Stawiński Basket Piła.

## Przebieg kariery
- 2001–2004: Zastal Zielona Góra
- 2004–2005: Kotwica Kołobrzeg
- 2005–2007: AZS Koszalin
- 2007–2008: Polpharma Starogard Gdański
- 2007–2008: Zastal Zielona Góra
- 2008–2009: Sportino Inowrocław
- 2009–2010: Znicz Jarosław
- 2010–2011: GKS Tychy
- 2011–2012: Polomarket Sportino Inowrocław
- 2012: SIDEn Toruń
- 2012–2013: Basket Piła

## Osiągnięcia
Indywidualne
- Uczestnik meczu gwiazd:
  - PLK (2007)
  - I ligi (2011)[1]
- I skład I ligi (2005)[2]